# أنيتا غارا
أنيتا غارا (بالمجرية: Gara Anita) هي لاعب شطرنج مجرية، ولدت في 4 مارس 1983 في بودابست في المجر.

## وصلات خارجية
- أنيتا غارا على موقع الاتحاد الدولي للشطرنج (الإنجليزية)
- أنيتا غارا على موقع مباريات الشطرنج (الإنجليزية)
- أنيتا غارا على موقع 365Chess.com (الإنجليزية)
- أنيتا غارا على موقع Chesstempo.com (الإنجليزية)
- أنيتا غارا سجل أولمبياد الشطرنج للسيدات على موقع OlimpBase.org (الإنجليزية)